# Hrabstwo Wyndham-East Kimberley
Hrabstwo Wyndham-East Kimberley (Shire of Wyndham-East Kimberley) - jednostka samorządu terytorialnego w stanie Australia Zachodnia. Liczy 117 514 km² powierzchni i jest zamieszkiwane przez 6 596 osób (2006). 
Obszar ten został wydzielony w 1887 jako Zarząd Dróg East Kimberley. W 1896 zmienił nazwę na Wyndham, a w 1961 uzyskał status hrabstwa jako Wyndham-East Kimberley. Władzę ustawodawczą stanowi rada hrabstwa złożona z dziewięciu radnych, którzy powołują dyrektora generalnego hrabstwa, kierującego administracją lokalną. Ośrodkiem administracyjnym jest Kununurra. 
Na terenie hrabstwa znajdują się m.in. największa na świecie kopalnia diamentów oraz Park Narodowy Drysdale River.

## Miejscowości
- Kalumburu
- Kununurra
- Oombulgurri
- Wyndham